# Cyklická grupa
V matematice, konkrétně v teorii grup, se pojmem cyklická grupa označuje grupa, která může být generována operováním s jedním jediným prvkem. Tento prvek se nazývá generátor cyklické grupy.
Cyklická grupa může mít více než jeden generátor. Například grupa všech celých čísel modulo 5 se sčítáním {\displaystyle \mathbb {Z} _{5}(+)} má čtyři generátory: 1, 2, 3 a 4.
Geometrickým názorným příkladem cyklických grup jsou grupy zákrytových otočení pravidelných mnohoúhelníků (s operací skládání zobrazení). Např. u pětiúhelníku jsou generátorem otočení o 72°, 144°, 216° nebo 288°. Je izomorfní s grupou {\displaystyle \mathbb {Z} _{5}(+)}.

## Definice
Grupa G je cyklická právě tehdy, když existuje g∈G takový, že G={gk|k∈Z}. Takovému jejímu prvku se říká generátor.
Ekvivalentní definice: G je cyklická, když existuje g∈G a jediná podgrupa G obsahující toto g je celé G (nejsou žádné "menší" podgrupy obsahující g).

## Základní vlastnosti cyklických grup
Každá cyklická grupa je (homomorfním) obrazem grupy celých čísel, takže je nejvýše spočetná.
Každá konečná grupa, která má prvočíselný počet prvků, je cyklická. Plyne to z Lagrangeovy věty.
Každá cyklická grupa je automaticky Abelova, neboť všechny celé mocniny generátoru komutují. Toto a že je vůbec lze zavést je důsledkem pravidla asociativity, které platí v každé grupě.
Pokud dvě cyklické grupy mají stejný počet prvků, pak jsou již izomorfní, neboť stačí zobrazit generátor jedné grupy na generátor druhé.

## Příklady cyklických grup
Každá grupa
{\displaystyle (\mathbb {Z} _{n},+,-,0)},
kde operace +, - jsou brány modulo n, je cyklická.
Reprezentativním příkladem nekonečné cyklické grupy je grupa celých čísel se sčítáním
{\displaystyle (\mathbb {Z} ,+,-,0)}.
Tato grupa má dva generátory, 1 nebo -1. Všechny nekonečné cyklické grupy jsou izomorfní grupě celých čísel.
Grupy rotací pravidelných n-mnohoúhelníků s operací skládání zobrazení jsou izomorfní s {\displaystyle \mathbb {Z} _{n}(+)}.
Všechny komplexní n-té odmocniny z jedné s operací násobení tvoří cyklickou grupu řádu n.
Mezi významné cyklické grupy patří grupy jednotek v některých okruzích (tyto grupy jsou grupami vzhledem k násobení, ne ke sčítání).

## Reprezentace
Konečná cyklická grupa řádu n je izomorfní aditivní grupě zbytkových tříd {\displaystyle \mathbb {Z} _{n}(+)}.
Nekonečná cyklická grupa je izomorfní aditivní grupě celých čísel {\displaystyle \mathbb {Z} (+)}.

## Věty o cyklických grupách
- Každá konečná podgrupa multiplikativní grupy libovolného tělesa je cyklická. Jednoduchý důkaz vychází z vlastností Eulerovy funkce a ze skutečnosti, že polynom nad komutativním tělesem nemůže mít více kořenů, než je jeho stupeň.

- Každá konečná cyklická grupa řádu n má právě {\displaystyle \varphi (n)} různých generátorů, kde {\displaystyle \varphi (n)} je Eulerova funkce.

- Všechny aditivní grupy {\displaystyle (\mathbb {Z} _{n},+,-,0)} jsou cyklické. Naproti tomu multiplikativní grupy jednotek {\displaystyle (\mathbb {Z} _{n}^{*},*,^{-1},1)} jsou cyklické jen v následujících případech: {\displaystyle n=2,n=4,n=p^{k},n=2p^{k}}, p liché prvočíslo a k přirozené číslo.